# Пам'ятники Харківського району
Пам'ятники Харківського району — об'єкти монументального мистецтва, встановлені у різні роки, що розташовані на території Харківського району Харківської області.

## Кулиничі
| Назва           | Дата встановлення | Розташування                                                                               | Фото | Короткі відомості                                   |
| Братська могила |                   | Сквер на розі Ювілейної вулиці та вулиці ім. 7-ї Гвардійської армії, поблизу селищної ради |      | Братська могила.                                    |
| Шевченку Тарасу |                   | Перед Кулиничівською селищною радою                                                        |      | Пам'ятник українському письменнику Тарасу Шевченку. |
| Братська могила |                   | Поряд з селищним громадським кладовищем                                                    |      | Братська могила.                                    |